# The Borgias
The Borgias (en español: Los Borgia) es una serie dramático-histórica creada por Neil Jordan y emitida por televisión del 3 de abril de 2011 al 16 de junio del 2013 en las cadenas Showtime (en Estados Unidos) y Bravo! (en Canadá).
La serie narra principalmente la historia de la familia Borgia, familia noble, con origen en el pueblo aragonés de Borja y establecida en Játiva, reino de Valencia, y posteriormente en Gandía, muy influyente durante el Renacimiento.
El 4 de mayo de 2012 Showtime renovó la serie para una tercera y última temporada estrenada el 14 de abril de 2013.

## Historia
La serie se basó en la familia Borgia (originalmente Borja), una dinastía española instalada en Italia, conformada por el papa Alejandro VI y Vannozza de Cattanei, junto a sus hijos César, Lucrecia, Juan y Gioffre Borgia.
La serie comienza con el ascenso al papado del vicecanciller y cardenal, Rodrigo Borgia, quien logra la victoria en el Cónclave de 1492, a través de sobornos, incurriendo así en Simonía, ante el disgusto de varios de los miembros del Colegio cardenalicio, entre los cuales se halla el cardenal Giuliano Della Rovere, quien es el primero en denunciar a Borgia por comprar la elección, apenas se conoce el resultado.
A partir de entonces se desencadena la red de intrigas con los Borgia convertidos en su núcleo, fraguando Alejandro VI, una alianza matrimonial entre su hija Lucrezia Borgia y Giovanni Sforza, con el fin de obtener el favor de tal familia, además de también ascender a otro miembro de la misma, el cardenal Ascanio Sforza, al rango de vicecanciller de Roma.
Simultáneamente el nuevo papa inicia un apasionado romance con una noble, Giulia Farnese, al mismo tiempo que busca afianzar su poder con la expansión del Colegio cardenalicio, nombrando a 13 nuevos cardenales, completamente leales a él, entre ellos su propio hijo, César Borgia, con el objetivo de desarticular el complot que Della Rovere preside en su contra. Finalmente, siembra las pruebas para que Della Rovere sea acusado de lujuría pública, lo cual ocasiona su huida de Roma.
Al mismo tiempo, Alejandro VI, convierte a su hijo, Juan de Borja y Cattanei, en capitán general y confaloniero de los Ejércitos Papales. Entre tanto al mismo tiempo César comienza a verse envuelto en un sórdido romance, al igual que varias maniobras cuestionables, incluidos asesinatos, los que ejecuta con la ayuda de su condottieri, Michelleto, ordenándole a este que intente asesinar a Della Rovere, quien viaja por toda Italia, tratando de buscar aliados para derrocar al Papa Borgia.
La serie toma un giro, cuando Della Rovere consigue el apoyo del rey francés, Carlos VIII, a quien convence de invadir Italia, para así deponer al Papa, a cambio de que una vez con los Borgia aniquilados, él como nuevo Papa, le reconozca la conquista del Reino de Nápoles.
La invasión francesa devasta toda Italia y avanza hasta que finalmente los ejércitos papales, se ven forzados a prepararse para el combate, pero gracias a la mediación de Lucrezia Borgia, el rey francés, accede a entrar en Roma sin arrasarla ni batallar contra los ejércitos papales y se las arregla, para que Carlos VIII, se encuentre a solas con su padre, quien finalmente convence al rey de respetar y reconocer su pontificado, a cambio de él reconocerlo como soberano de Nápoles, quedando así Della Rovere, una vez más vencido por los Borgia.
César, entonces, captura al esposo de Lucrezia, y lo presenta ante su padre, Alejandro VI, quien lo fuerza a anular su matrimonio con su hija, humillándolo al acusarlo de impotencia, tras lo cual, Lucrezia, que había tenido una aventura con un mozo en el señorío de Passaro, cuando estaba casada con Giovanni Sforza, se recluye en un convento para prepararse a dar a luz.
Al mencionado convento llegan todos los miembros de la familia Borgia: Vanozza dei Catteni, César, Juan, Jofre y su esposa, la misma Giulia Farnese y finalmente el mismo Alejandro VI, para contemplar todos juntos el nacimiento del nuevo miembro de la familia Borgia. La primera temporada termina así, con la imagen de toda la familia Borgia, reunida, dejando un claro mensaje, la unión de la familia, gracias a la cual han prevalecido en la cima del poder.

## Reparto

### Personajes principales
| Actor             | Personaje                             | N.º de episodios | Duración    |
| ----------------- | ------------------------------------- | ---------------- | ----------- |
| Jeremy Irons      | Rodrigo Borgia, Papa Alejandro VI     | 29               | 2011 - 2013 |
| François Arnaud   | César Borgia                          | 29               | 2011 - 2013 |
| Holliday Grainger | Lucrecia Borgia, Duquesa de Bisceglie | 29               | 2011 - 2013 |
| Peter Sullivan    | Cardenal Ascanio Sforza               | 27               | 2011 - 2013 |
| Sean Harris       | Micheletto Corella                    | 26               | 2011 - 2013 |
| Joanne Whalley    | Vannozza Cattanei                     | 24               | 2011 - 2013 |
| Colm Feore        | Cardenal Giuliano della Rovere        | 20               | 2011 - 2013 |
| Lotte Verbeek     | Julia Farnesio                        | 20               | 2011 - 2013 |

### Personajes recurrentes
| Actor                   | Personaje                                       | N.º de episodios | Duración    |
| ----------------------- | ----------------------------------------------- | ---------------- | ----------- |
| Vernon Dobtcheff        | Cardenal Julius Versucci                        | 18               | 2011 - 2013 |
| Bosco Hogan             | Cardenal Francesco Todeschini Piccolomini       | 16               | 2011 - 2013 |
| Gina McKee              | Caterina Sforza, Condesa de Forlì               | 12               | 2011 - 2013 |
| David Oakes             | Juan Borgia                                     | 11               | 2012 - 2013 |
| Julian Bleach           | Nicolás Maquiavelo                              | 10               | 2011 - 2013 |
| Thure Lindhardt         | Rufio                                           | 9                | 2013        |
| Simon McBurney          | Maestro de ceremonias Johannes Burchard         | 6                | 2011, 2013  |
| Prometheus Aleifer      | Roberto Orsini                                  | 6                | 2013        |
| Pilou Asbæk             | Condotiero Paolo Orsini                         | 6                | 2013        |
| Joseph Macnab           | Condotiero Prospero Colonna                     | 6                | 2013        |
| Abraham Belaga          | Condotiero Vitellozzo Vitelli                   | 6                | 2013        |
| Björn Hlynur Haraldsson | Condotiero Gian Paolo Baglioni, Lord de Perugia | 4                | 2013        |
| Peter Stebbings         | Cardenal DeLuca                                 | 4                | 2013        |
| Cyron Melville          | Cardenal Alessandro Farnese                     | 4                | 2013        |
| Brendan Cowell          | Mattai                                          | 4                | 2013        |
| Luke Allen-Gale         | Rey Federico de Nápoles                         | 3                | 2013        |
| John Rado               | Cardenal Colonna                                | 3                | 2013        |
| Antal Leiszen           | Cardenal Grimani                                | 3                | 2013        |
| Edward Hogg             | Cardenal George d'Amboise                       | 2                | 2013        |

### Antiguos personajes principales
| Actor           | Personaje                          | N.º de episodios | Duración    | Estado |
| --------------- | ---------------------------------- | ---------------- | ----------- | ------ |
| David Oakes     | Juan Borgia, Duque de Gandía       | 16               | 2011 - 2012 | Muerto |
| Aidan Alexander | Gioffre Borgia, Duque de Squillace | 5                | 2011        | Vivo   |

### Antiguos personajes recurrentes
| Actor              | Personaje                                                  | N.º de episodios | Duración    | Estado |
| ------------------ | ---------------------------------------------------------- | ---------------- | ----------- | ------ |
| Sebastian de Souza | Alfonso de Aragón, duque de Bisceglie, Príncipe de Salerno | 10               | 2012 - 2013 | Muerto |
| Ronan Vibert       | Giovanni Sforza                                            | 9                | 2011 - 2012 | Muerto |
| Steven Berkoff     | Fraile Girolamo Savonarola                                 | 8                | 2011 - 2012 | Muerto |
| Michel Muller      | Carlos VIII de Francia                                     | 7                | 2011 - 2012 | Muerto |
| Luke Pasqualino    | Paolo                                                      | 7                | 2011 - 2012 | Muerto |
| Ruta Gedmintas     | Ursula "Hermana Martha" Bonadeo                            | 7                | 2011 - 2012 | Muerta |
| Noah Silver        | Benito Riario-Sforza                                       | 6                | 2012 - 2013 | Muerto |
| Roger Lloyd-Pack   | Frailer Sylvio                                             | 6                | 2012        | Muerto |
| Mark Noble         | General Francés                                            | 6                | 2011 - 2012 | Muerto |
| Jesse Bostick      | Antonello                                                  | 6                | 2012        | Muerto |
| Augustus Prew      | Príncipe Alfonso II de Nápoles                             | 5                | 2011 - 2012 | Muerto |
| Ivan Kaye          | Ludovico Sforza, Duque de Milán                            | 4                | 2011 - 2013 | Muerto |
| Tom Austen         | Raffaello Pallivinci di Genova                             | 4                | 2012        | Muerto |
| David Alpay        | Príncipe Calvino Pallivinci di Genova                      | 4                | 2012        | Muerto |
| Cesare Taurasi     | Piero de Medici                                            | 4                | 2011 - 2012 | Muerto |
| Jalaal Hartley     | Pinturicchio                                               | 4                | 2011 - 2012 | Muerto |
| Melia Kreiling     | Bianca Gonzaga, Duquesa de Mantua                          | 4                | 2012 - 2013 | Muerta |
| Charlie Carrick    | Pascal                                                     | 4                | 2013        | Muerto |
| Jemima West        | Vittoria/Vittorio                                          | 4                | 2012        | Muerta |
| Matias Varela      | Rey Fernando II de Nápoles                                 | 3                | 2013        | Muerto |
| Joseph Kelly       | Rey Ferrante de Nápoles                                    | 3                | 2013        | -      |
| Edward Akrout      | Capitán Yves D'Allegre                                     | 3                | 2011 - 2012 | Muerto |
| Patrick O'Kane     | Francesco Gonzaga, Duque de Mantua                         | 3                | 2012 - 2013 | Muerto |
| Emmanuelle Chriqui | Sancha de Aragón, Duquesa de Squillace                     | 3                | 2011        | Muerta |
| Leo Bill           | Cardenal Costanzo                                          | 3                | 2013        | Muerto |
| Derek Jacobi       | Cardenal Orsino Orsini                                     | 2                | 2011        | Muerto |
| David Dencik       | Cardenal Giovanni Battista Orsini                          | 2                | 2013        | Muerto |
| Serge Hazanavicius | Rey Louis XII de Francia                                   | 2                | 2013        | -      |
| Robert Cavanah     | Don Hernando de Caballos                                   | 2                | 2012        | Vivo   |
| David Bamber       | Theo                                                       | 2                | 2011        | Muerto |
| Andrew Pleavin     | Rhodente Orsini                                            | 1                | 2012        | Muerto |
| Elyes Gabel        | Príncipe Djem de Constantinopla                            | 1                | 2011        | Muerto |
| John Lynch         | Leonardo da Vinci                                          | 1                | 2011        | Muerto |
| Jamie Blackley     | Príncipe Raphael                                           | 1                | 2013        | -      |
| Barney Glover      | Vicenzo Salvatore                                          | 1                | 2013        | -      |
| Ana Ularu          | Charlotte d'Albret                                         | 1                | 2013        | Muerto |

- La serie también ha contado con la participación invitada de los actores: Noah Taylor, David Lowe, Montserrat Lombard, Emil Hostina, William Ruane (doctor papal), Nan Kerr, Helen Bradbury, Darwin Shaw, Edward de Souza, Richard Durden, Kellie Blaise, Mickey Sumner, Barbara Flynn, Thomas Thoroe, Helen Bradbury, Katie McGuinness, Sarah Solemani, Sarah Finegan, Matt Stokoe, Sophie Berenice Scott, Andrew Gower, Jamie Beamish, Wendy Nottingham, Tilly Standing, Mackenzie Munro, Tam Dean Burn y Sophie Goulet, David Dawson  (embajador francés), Jonah Russell,(cardenal Petrucci), Sophie Goulet (Joan de Francia), Callum Turner, Liam McMahon,[17] Alex Mugnaioni,  Oliver Lee, Jamie Beamish, entre otros...

## Episodios
La primera temporada estuvo conformada por nueve episodios, la segunda por diez episodios y la tercera estuvo conformada por diez episodios.

## Premios y nominaciones
| Año  | Categoría                                                                            | Premio                  | Nominados (as)                         | Resultado |
| ---- | ------------------------------------------------------------------------------------ | ----------------------- | -------------------------------------- | --------- |
| 2014 | Best Performance by an Actor in a Continuing Leading Dramatic Role                   | Shaw Media Award        | François Arnaud                        | Nominado  |
| 2014 | Best Sound in a Dramatic Program or Series                                           | Canadian Screen Award   | Andrew Jablonski, Brent Pickett...     | Ganaron   |
| 2014 | Best International Drama                                                             | Canadian Screen Award   | Neil Jordan, Sheila Hockin...          | Ganaron   |
| 2014 | Best Visual Effects in a Program or Series                                           | Canadian Screen Award   | Adrian Sutherland, Ahmed Shehata...    | Nominados |
| 2014 | Best Photography in a Dramatic Program or Series                                     | Canadian Screen Award   | Paul Sarossy                           | Nominado  |
| 2014 | Outstanding Achievement in Cinematography in One-Hour Episodic Television            | ASC Award               | Pierre Gill                            | Nominado  |
| 2014 | Outstanding Period/Fantasy Television Series                                         | CDG Award               | Gabriella Pescucci                     | Nominada  |
| 2014 | Picture Editing - Television Series                                                  | DGC Craft Award         | Lisa Grootenboer                       | Nominada  |
| 2014 | Best German TV Series                                                                | Jupiter Award           | The Borgias                            | Nominado  |
| 2014 | Best Sound Editing-Short Form Sound Effects and Foley in Television                  | Golden Reel Award       | Jane Tattersall, Andy Malcolm...       | Nominados |
| 2014 | Outstanding Supporting Visual Effects in a Broadcast Program                         | VES Award               | Wojciech Zielinski, Bill Halliday...   | Nominados |
| 2013 | Outstanding Costumes for a Series (episodio "The Gunpowder Plot")                    | Primetime Emmy Award    | Gabriella Pescucci & Uliva Pizzetti    | Ganaron   |
| 2013 | Outstanding Hairstyling for a Single-Camera Series                                   | Primetime Emmy Award    | Stefano Ceccarelli y Sevlene Roddy     | Nominados |
| 2013 | Outstanding Makeup for a Single-Camera Series (Non-Prosthetic)                       | Primetime Emmy Award    | Vincenzo Mastrantonio...               | Nominados |
| 2013 | Outstanding Music Composition for a Series (Original Dramatic Score)                 | Primetime Emmy Award    | Trevor Morris                          | Nominados |
| 2013 | Outstanding Special Visual Effects in a Supporting Role                              | Primetime Emmy Award    | Wojciech Zielinski y Gabor Kiszelly    | Nominados |
| 2013 | Outstanding Art Direction for a Single-Camera Series (episodio "Siblings")           | Primetime Emmy Award    | Jonathan McKinstry, Adam O'Neill...    | Nominados |
| 2013 | Sound Editing - Television Series (episodio "The Siege of Forli")                    | DGC Craft Award         | Martin Gwynn Jones y Andrew Jablonski  | Ganaron   |
| 2013 | Best International Drama                                                             | Canadian Screen Award   | Sheila Hockin, Neil Jordan...          | Ganaron   |
| 2013 | Best Photography in a Dramatic Program or Series (episodio "The Borgia Bull")        | Canadian Screen Award   | Paul Sarossy                           | Ganó      |
| 2013 | Best Sound in a Dramatic Program or Series (episodio "The Borgia Bull")              | Canadian Screen Award   | Dale Sheldrake, Don White y Martin Lee | Ganaron   |
| 2013 | Best Visual Effects in a Program or Series (episodio "The Choice")                   | Canadian Screen Award   | Luke Groves, Irit Hod y Stevie Ramone  | Nominados |
| 2013 | Best Script Drama                                                                    | IFTA Award              | Neil Jordan                            | Nominado  |
| 2013 | Best Television Drama                                                                | IFTA Award              | The Borgias                            | Nominado  |
| 2013 | Best Sound Editing-Short Form Music in Television                                    | Golden Reel Award       | Yuri Gorbachow                         | Nominado  |
| 2013 | Best Sound Editing - Short Form Sound Effects and Foley in Television                | Golden Reel Award       | Goro Koyama, Andy Malcolm...           | Nominados |
| 2012 | Best Actor Performance in a Television Series-Drama                                  | Golden Globe Award      | Jeremy Irons                           | Nominado  |
| 2012 | Outstanding Costumes for a Series (episodio "The Confession")                        | Primetime Emmy Award    | Gabriella Pescucci y Uliva Pizzetti    | Nominadas |
| 2012 | Outstanding Hairstyling for a Single-Camera Series (episodio "The Confession")       | Primetime Emmy Award    | Stefano Ceccarelli y Sevlene Roddy     | Nominados |
| 2012 | Outstanding Music Composition for a Series (episodio "The Confession")               | Primetime Emmy Award    | Trevor Morris                          | Nominado  |
| 2012 | Outstanding Special Visual Effects in a Supporting Role (episodio "The Choice")      | Primetime Emmy Award    | Adam Jewett y Irit Hod                 | Nominados |
| 2012 | Direction - Television Series (episodio "Death on a Pale Horse")                     | DGC Craft Award         | Jeremy Podeswa                         | Nominado  |
| 2012 | Picture Editing - Television Series (episodio "The Art of War")                      | DGC Craft Award         | Lisa Grootenboer                       | Nominada  |
| 2012 | Production Design - Television Series (episodio "Death on a Pale Horse")             | DGC Craft Award         | François Séguin                        | Nominado  |
| 2012 | Sound Editing - Television Series (episodio "Death on a Pale Horse")                 | DGC Craft Award         | Jane Tattersall y Dale Sheldrake       | Nominados |
| 2012 | Television Series - Drama (episodio "Death on a Pale Horse")                         | DGC Team Award          | Jeremy Podeswa y Dale Sheldrake        | Nominados |
| 2012 | Best Drama                                                                           | IFTA Award              | James Flynn y Neil Jordan              | Nominados |
| 2012 | Best Director Television Drama                                                       | IFTA Award              | Neil Jordan                            | Nominado  |
| 2012 | Best Writer Television Drama                                                         | IFTA Award              | Neil Jordan                            | Nominado  |
| 2012 | Outstanding Period/Fantasy Television Series                                         | CDG Award               | Gabriella Pescucci                     | Nominada  |
| 2012 | Best Sound Editing - Short Form Sound Effects and Foley in Television                | Golden Reel Award       | Goro Koyama y Andy Malcolm             | Nominados |
| 2012 | Outstanding Period/Fantasy Television Series                                         | Costume Designer Guild  | Gabriella Pescucci                     | Nominada  |
| 2012 | Best Television                                                                      | German Television Award | The Borgias                            | Nominado  |
| 2011 | Outstanding Directing for a Drama Series (episodio "The Poisoned Chalice/Assassin")  | Emmy Award              | Neil Jordan                            | Nominado  |
| 2011 | Outstanding Art Direction for a Single-Camera Series (episodio "Lucrezia's Wedding") | Emmy Award              | Jonathan McKinstry y François Séguin   | Nominados |
| 2011 | Outstanding Cinematography for a Single-Camera Series (episodios 1/2)                | Emmy Award              | Paul Sarossy                           | Nominado  |
| 2011 | Outstanding Costumes for a Series (episodio "Lucrezia's Wedding")                    | Emmy Award              | Gabriella Pescucci y Uliva Pizzetti    | Ganaron   |
| 2011 | Outstanding Original Main Title Theme Music                                          | Emmy Award              | Trevor Morris                          | Ganó      |
| 2011 | Outstanding Special Visual Effects for a Series (episodios 1/2)                      | Emmy Award              | Bob Munroe, Bill Halliday...           | Nominados |
| 2011 | Outstanding Actor                                                                    | Golden Nymph Award      | Jeremy Irons                           | Nomnado   |
| 2011 | Outstanding Actress                                                                  | Golden Nymph Award      | Holliday Grainger                      | Nominada  |
| 2011 | Outstanding Actress                                                                  | Golden Nymph Award      | Joanne Whalley                         | Nominada  |
| 2011 | Outstanding International Producer                                                   | Monte Carlo TV Festival | James Flynn, Neil Jordan...            | Nominados |
| 2011 | Outstanding European Producer                                                        | Monte Carlo TV Festival | James Flynn, Neil Jordan...            | Nominados |
| 2011 | Best Dramatic Series                                                                 | Gemini Awards           | The Borgias                            | Ganó      |
| 2011 | Best Direction in a Dramatic Series                                                  | Gemini Awards           | The Borgias                            | Ganó      |
| 2011 | Best Performance by an Actor in a Featured Supporting Role in a Dramatic Series      | Gemini Awards           | Colm Feore                             | Nominado  |

## Producción y recepción
La cadena estadounidense Showtime estrenaba esta producción el 3 de abril y la serie conseguía firmar la mejor audiencia desde hace 7 años para una nueva serie dramática en esta cadena con 1.06 millón de telespectadores (+0.43 millón para la reposición a las 23 horas).
El 25 de abril del 2011 la cadena Showtime anunció que la serie había sido renovada para una segunda temporada la cual se estrenó el 8 de abril del 2012.
La tercera temporada comenzó sus transmisiones el 23 de junio del 2012 y se estrenó el 14 de abril del 2013.

## Distribución internacional
La serie ha sido adquirida para su emisión en varios países, entre ellos Estados Unidos, Canadá, Colombia, Hungría y Polonia.

### Emisión en otros países
| País                 | Cadenas                 | Fecha de Inicio          | Fecha de Finalización |
| -------------------- | ----------------------- | ------------------------ | --------------------- |
| Alemania             | -                       | -                        | -                     |
| Argentina            | TNT                     | 7 de junio de 2012       | -                     |
| Argentina            | Canal 9                 | 7 de mayo de 2016        | -                     |
| Australia            | Channel 115             | -                        | -                     |
| Bosnia y Herzegovina | -                       | -                        | -                     |
| Canadá               | Bravo!                  | -                        | -                     |
| Chile                | TNT                     | 7 de junio de 2012       | -                     |
| Chile                | La Red                  | 6 de octubre de 2013     | -                     |
| Colombia             | CityTv                  | 7 de junio de 2012       | -                     |
| Dinamarca            | -                       | -                        | -                     |
| Ecuador              | Teleamazonas            | 11 de marzo de 2013      | -                     |
| España               | Cuatro                  | 17 de mayo de 2011       | -                     |
| Estados Unidos       | Showtime                | 3 de abril de 2011       | -                     |
| Eslovenia            | -                       | -                        | -                     |
| El Salvador          | Canal 12 de El Salvador | -                        | -                     |
| Francia              | -                       | -                        | -                     |
| Hungría              | -                       | -                        | -                     |
| Italia               | -                       | -                        | -                     |
| Irlanda              | -                       | -                        | -                     |
| México               | TNT                     | junio del 2012           | -                     |
| Nueva Zelanda        | -                       | -                        | -                     |
| Panamá               | Nex                     | 27 de mayo de 2013       | -                     |
| Paraguay             | Paravisión              | 9 de noviembre de 2014   | -                     |
| Perú                 | TNT, Pantel             | 7 de junio de 2012, 2015 | -                     |
| Polonia              | -                       | -                        | -                     |
| Reino Unido          | Sky Atlantic            | -                        | -                     |
| Venezuela            | TNT                     | -                        | -                     |
| Uruguay              | VTV                     | -                        | -                     |
| Bolivia              | Bolivisión              | -                        | -                     |